# Adama Dramé (Fußballspieler)
Adama Dramé (* 5. Januar 2005) ist ein ivorischer Fußballspieler.

## Karriere
Dramé begann seine Karriere beim Bouaké FC. Anschließend wechselte er nach Ghana zum MŠK Žilina Africa. Im Januar 2024 wechselte er leihweise in die Slowakei zum Partnerklub MŠK Žilina. Dort kam er zu zwölf Einsätzen für die zweitklassige Reserve Žilinas, zudem spielte er im U-19-Team in der UEFA Youth League. Zur Saison 2024/25 wurde er von den Slowaken fest verpflichtet.
Im Oktober 2024 gab er anschließend im Cup sein Profidebüt für die erste Mannschaft. Im selben Monat folgte gegen den MFK Ružomberok sein erster Einsatz in der 1. liga. Bis zum Ende der Saison 2024/25 absolvierte Dramé 13 Partien im slowakischen Oberhaus. Zur Saison 2025/26 wechselte er zum österreichischen Bundesligisten Wolfsberger AC, bei dem er einen bis 2028 laufenden Vertrag erhielt.